# Церковь Успения (Эски-Кермен)
Церковь Успения — принятое название средневековой пещерной церкви, расположенной в юго-восточном обрыве плато Эски-Кермена в Крыму. Считается, что церковь является частью небольшого пещерного комплекса, в который, кроме храма, включают расположенные западнее него усыпальницу и келью. Возможно, это был небольшой скит.

## Основание храма
По мнению Н. И. Репникова храм был устроен в конце XII—XIII века, Н. Л. Эрнст, О. И. Домбровский датируют памятник второй половиной ХІІІ — началом ХІV века, Ю. М. Могаричёв — XIV веком. А. И. Айбабин, сетуя на отсутствие у Репникова описаний датирующего археологического материала при исследовании тарапана и на основании собственных раскопок 2003—2008 года, делает вывод, что храм («часовня») была устроена на месте винодавильни древней усадьбы, а погребения относит к IX—X веку и сам храм — не ранее IX века. Николай Днепровский датирует памятник более ранним временем — XII веком. Евгений Осауленко считает, что церковь устроена в XIV веке, не позднее 1350-х — 1360-х годов.
Время прекращения деятельности храма также не определено и исследователи говорят об этом очень осторожно, часто не приводя никаких дат. Репников и Могаричёв говорят о времени после прекращения городской жизни на Эски-Кермене, что Александр Айбабин датирует временем после пандемии «Чёрной смерти» 1347 года.

## Название и посвящение
Название церкви, по сохранявшимся фрагментам самой крупной фрески Успения, ввёл в оборот Николай Эрнст в 1930 году, хотя в последнее время высказывается мнение, что храм был посвящён святым Георгию и Сергию, небесным покровителям похороненных в ней воинов. Их изображения с остатками надписей находились на северной стене. Если идентификация святого Георгия затруднений не вызывала, то с прочтением второй надписи много неясностей. Николай Эрнст в 1920-х годах видевший остатки греческой надписи (ср.-греч. ΣἘ, СЕ) рядом с фреской, предположил, что изображён некий патриарх, возможно, Сергий II Студит. Но сам исследователь там же оговаривается, что этот святой был мало популярен и в провинциальном Эски-Кермене «выглядит странно». Гайдуков, Карнаушенко и Джанов пытались отождествить святого с Сергием I, что также маловероятно ввиду его анафематствования на Шестом Вселенском соборе в 680 году, поэтому посвящение храма Сергию очень сомнительно. Андрей Виноградов трактовал остатки надписи, как «Арсений» (ср.-греч. Ἀρσένιος), соотнеся имя с патриархом Арсением Авторианом, который, несмотря на низложение, в провинциальных церквях после смерти считался святым. Художник-реставратор Ирина Геннадьевна Волконская, исходя из анализа фресок, считает, что «церковь Успения» является храмом Св. Георгия. Гайдуков, Джанов и Карнаушенко, по наличию в нише жертвенника композиции Одигитрии, предположили, что церковь была посвящена иконе «Богородицы с Одигона». Пока вопрос посвящения храма и идентификации второго святого фрески остаётся открытым.

## Описание
Помещение, почти прямоугольной формы, ориентированное на северо-восток, имеет размеры 5,7 м на 3 м и 2,25 м в высоту. В пещере хорошо просматриваются следы переделок: против входа остатки тарапана, в северо-восточной части устроена церковь. Вход в храм, размерами 1 м×1,5 м, расположен в юго-восточной стене, там же прорублено окно прямоугольной формы (по предположению О. Домбровского, диаконник). Справа от входа в углу вырублена ниша апсиды с примыкающим к стене скальным престолом, в котором сделано углубление для вложения мощей. К северу от апсиды — ниша жертвенника. Алтарь изначально отделялся деревянным иконостасом, от брусьев крепления которого в полу и стенах сохранились гнёзда для установки. В центре северо-западной стены вырублен ниша с тарапаном размерами 2,1×1 м на уровне пола с гнёздами и пазами в стенах для установок деревянных конструкций. В полу восточной части — остатки нижней половина квадратной цистерны. Потолок над ней довольно ровный и более грубо обработанный в остальном помещении. Стены были покрыты фресками, фрагменты которых застал в 1920-х годах Репников. К западу от церкви находятся усыпальница и келья, созданные, по мнению Репникова, одновременно с храмом.
Юрий Могаричёв назвал церковь «самым загадочным культовым сооружением Эски-кермена»: результаты исследований памятника за последнюю сотню лет породили множество интерпретаций его истории, иногда приводящих к прямо противоположным выводам. Николай Репников и Юрий Могаричёв высказали схожее мнение об истории памятника, причём Репников выделил в ней три строительных периода. Вначале, во время существования города, в этом месте была вырублена цистерна для сбора воды. Позже, практически по ней, проложили крепостную стену и цистерну засыпали и «забыли». В XIV веке, после сноса стен, на том же месте, предположительно, в память об одном или двух погибших здесь защитниках, устроили храм, использовав вновь найденную цистерну, как часть помещения. Также были вырублены ступени для спуска в долину. Церковь действовала как молельня и мартириум защитников, видимо, до захвата Феодоро османами. После этого, либо жителем Черкес-Кермена, либо одним из последних обитателей запустевшего Эски-Кермена, помещение приспосабливается под винодельню.

Версия Олега Домбровского была несколько иная. Начальную цистерну исследователь считал зерновой ямой, позже приспособленной под хозяйственное помещение, а само помещение было впоследствии приспособлено под храм у крепостной стены и не связывал создание с её разрушением. Домбровский отмечал необычное расположение и размеры алтаря относительно остальной части храма. При довольно просторном помещении устроенный в углу алтарь он считал очень малениким и тесным. Не отрицая наличия всего набора литургических атрибутов, исследователь высказывал сомнение в физической возможности нахождения священника в алтаре и предполагал, что литургическое действо при богослужении совершалось им, находясь вне алтаря. Ниша в стене слева и окно справа от алтаря могли выполнять роль жертвенника и диаконника (возможность использования окна как ризницы вызывает недоумение). Также Домбровский обращал внимание на редко встречающееся в пещерных храмах точное направление алтаря на восток и «единственное в своем роде» его местоположение, не совпадающее с ориентированным по линии северо-восток — юго-запад помещением храма.

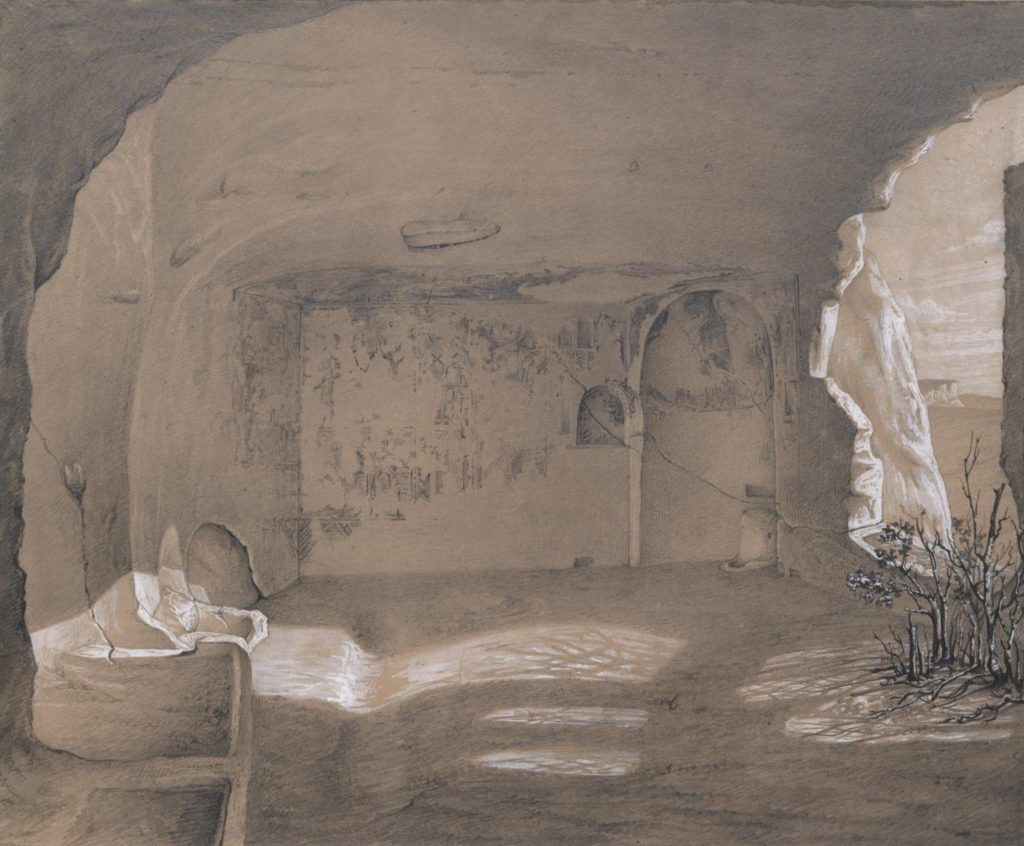
Медведев, Иван Никитич. Черкес-Кермен. [1848-1853] материалы к изданию "Собрание карт и рисунков к исследованиям о древностях Южной России и берегов Черного моря, графа Алексея Уварова" (СПб., 1851-1853)
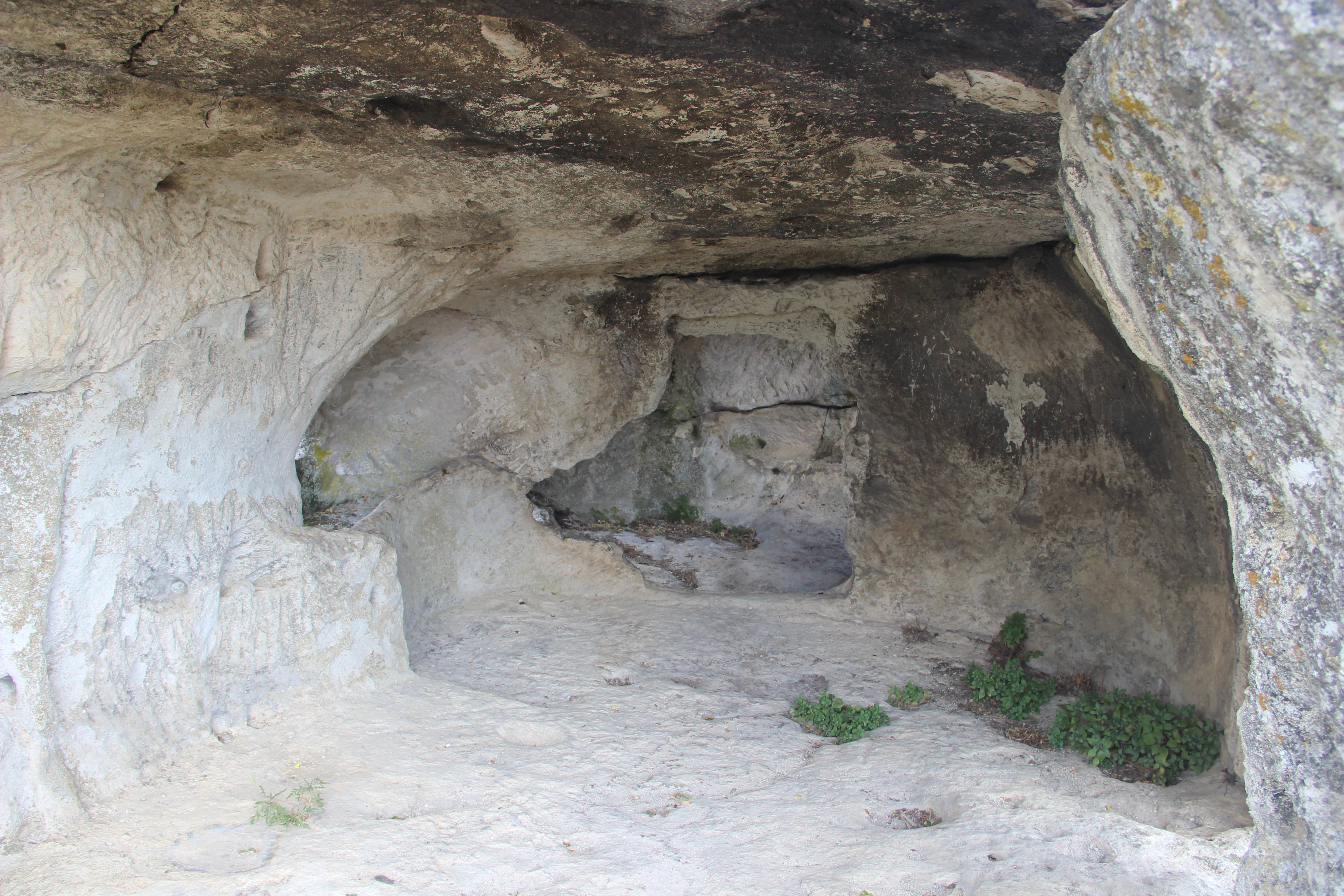
Предполагаемый алтарь
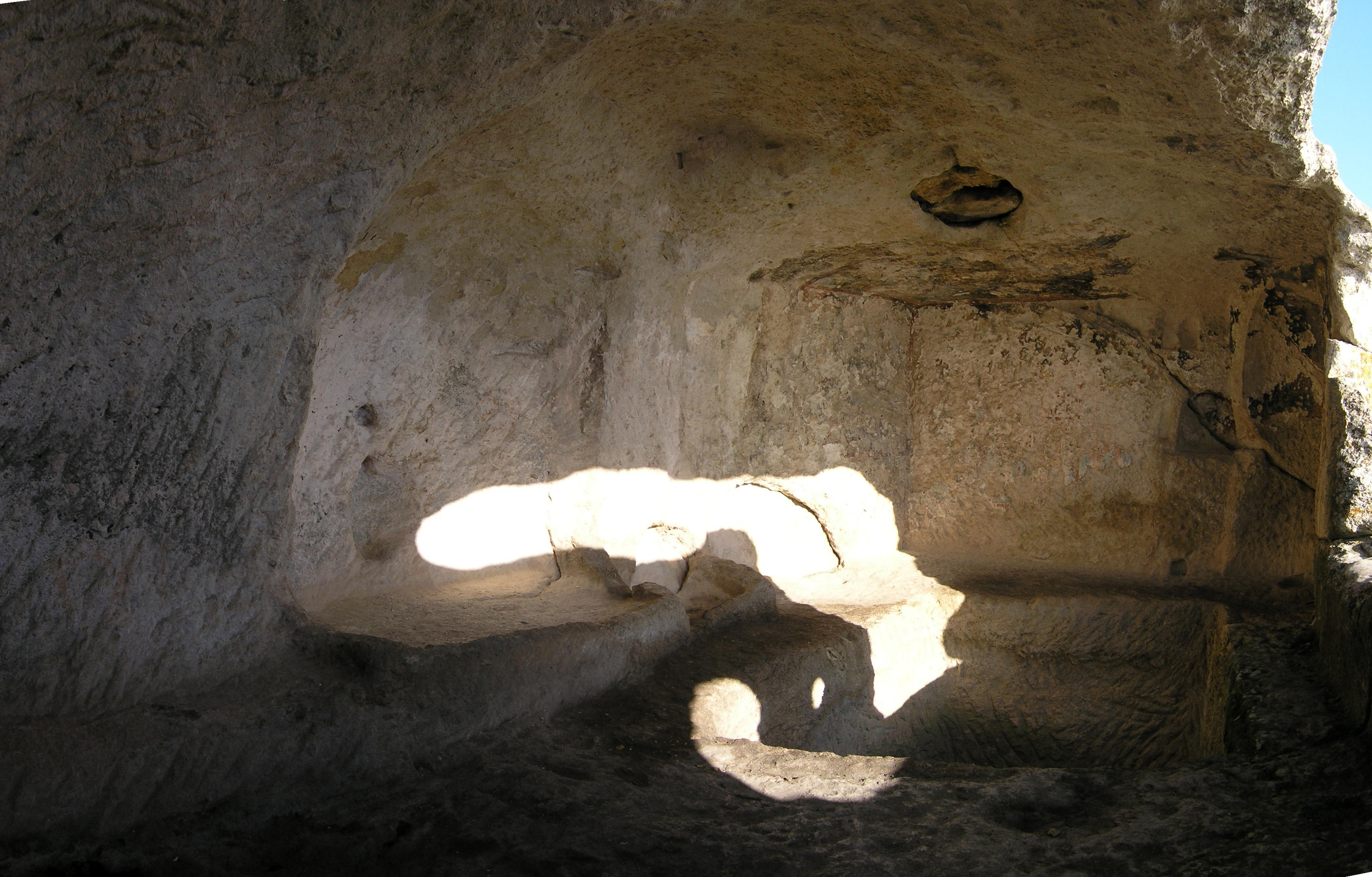
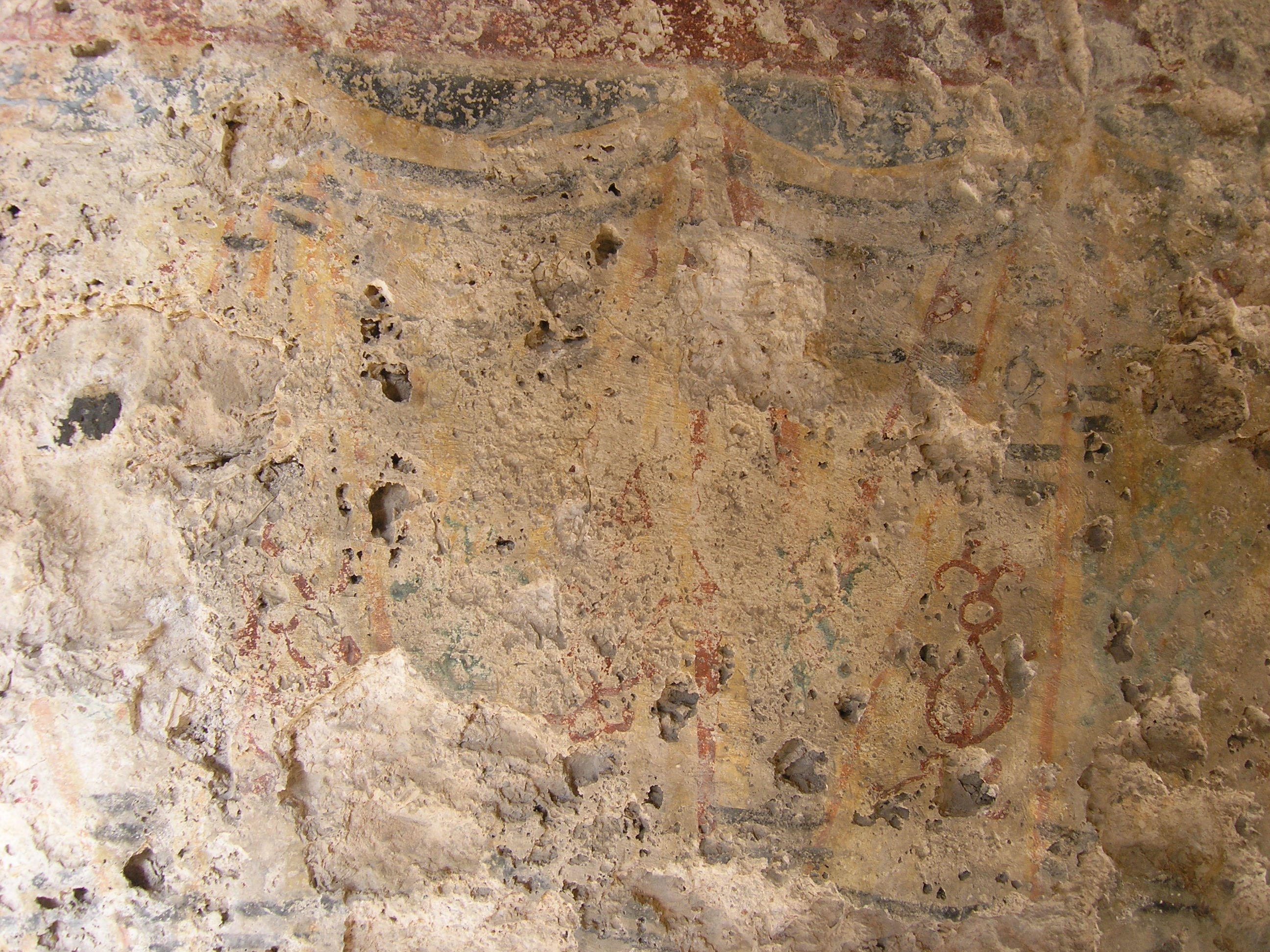
Состояние фресок

## Фрески
Первое упоминание храма «Успения» принадлежит историку-любителю генералу Ф. А. Козену в записях о посещении Эски-Кермена 1821 года. Козен сравнил фрески росписей с работами Чимабуэ, одного из предтеч ренессанса и этот штамп закрепился в литературе XIX века.
Настоящее изучение росписей храма началось в 1920-х годах, в процессе работы крымской археологической экспедиции. Её руководитель Николай Репников, заставший фрески в состоянии наибольшей сохранности, оставил их описание, по стилю отнеся роспись к XII веку
На простенках апсиды — Благовещение. В конце — Деисус в рост с огненными шестикрылыми херувимами. Ниже, остатки фриза святителей в рост. Над престолом — младенец Христос в чаше и два ангела с рипидами. По низу проходила орнаментальная панель из параллельных зигзагообразных линий красного и чёрного цветов, образуя треугольник. В нише жертвенника — пояснение изображения Одигитрии. Рядом во всю высоту фигурка воина мученика с копьем в руке и закинутым за плечо круглым щитом, рядом такая же фигура, Святителя. Далее до угла стены занята вверху композицией Сретения, внизу тремя фигурами ветхозаветных пророков со свитками в руках. По низу всех изображений шла орнаментальная полоса — панель из треугольников. Участок стены против апсиды занят крупной композицией Успения, перевода с Афонием Ниже идет полотенце и фриз из треугольников. На потолке две большие композиции — Крещение и рождество Христово. …на притыке потолка и апсиды сохранился фрагмент медальона с бюстом Христа
 В 1927 году, как руководитель крымской экспедиции Центральных государственных реставрационных мастерских фрески, в числе прочих, изучал И. Э. Грабарь. Художник оставил о них краткие заметки в записной книжке
На потолке слева Богоявление с божеством Иордана и рыбами в реке. Спаситель стоит прямо, Иоанн стоит выше, но почти прямо. Рыба одна зелёная, другая — красная. Справа три ангела, слева два ангела. Правее Рождество Христово. На алтарной стене, на лобовой стенке слева архангел, справа Богородица («Благовещение»). В конхе Спас на престоле. Слева остатки Богоматери и крылья херувима, справа Предтеча (в рост) наверху плафона. Под Спасом в конхе композиция: по бокам два святителя, ближе к середине два ангела держащих рипиды (<…> слева и считаю херувим, другой справа)
В труде 1966 года фрески, в тогдашней сохранности, подробно описывал и анализировал Олег Домбровский. Он, а за ним Осауленко, полагают, что они выполнены талантливыми, но недостаточно умелыми местными иконописцами, пытающимися работать в палеологовском стиле. Росписи. по мнению исследователей, выполнены в манере, напоминающей графику с последующей раскраской. Этими описаниями, в основном, пользуются современные исследователи — росписи к настоящему времени ещё больше разрушились и сохранилась только в алтарной части, где просматриваются небольшими фрагментами сюжета Деисус. Иногда специалисты проводят собственные исследования на месте. По их результатам Евгений Осауленко, произведя подробное обследование, датирует фрески концом XIV века и считает, что они выполнены местными иконописцами в композиционных приёмах ХІ—XII веков. И. Г. Волконская, на основании анализа штукатурки, делает вывод, что данный памятник был расписаны одной артелью за один сезон, но такое заключение подвергается критике. Грабарь и Репников, а за ними авторский коллектив Гайдукова, Карнаушенко и Джанова полагали что росписи сделаны во второй половине ХІІ — первой половине XIII века

## Охранный статус
Церковь охраняется в составе комплексного объекта культурного наследия федерального значения — Руины пещерного города «Эски-Кермен»  Объект культурного наследия народов РФ федерального значения. Рег. № 911520359900006 (ЕГРОКН).